# Calaceite
Calaceite (en catalán: Calaceit ) es un municipio español de la provincia de Teruel, en la comunidad autónoma de Aragón. La localidad es la capital cultural de la comarca del Matarraña y tiene una población de 960 habitantes (INE 2024). Forma parte del Aragón de lengua catalana.
Se encuentra situado en la carena de una loma que forma la divisoria de aguas entre el río Matarraña y el Algás. Sobresalen los cerros de San Antonio, de San Cristóbal y del Castillo. El núcleo más antiguo se formó alrededor del antiguo castillo, del cual no quedan restos visibles, donde se edificó también la primitiva iglesia de San Pedro, parece ser que en el mismo lugar donde se encontraba la antigua mezquita.
Calaceite forma parte de la asociación Los Pueblos Más Bonitos de España desde su creación. 

## Geografía
Integrado en la comarca de Matarraña, se sitúa a 179 km de la capital provincial. El término municipal está atravesado por la carretera nacional N-420, entre los pK 771 y 780, por la carretera autonómica A-1413, que conecta con Cretas, y por una carretera local que se dirige hacia Arens de Lledó. 
El relieve del municipio es bastante irregular, con numerosos barrancos, muelas y collados. El río Algás hace de límite con la provincia de Tarragona por el noreste, concretamente, con el municipio catalán de Caseras. La altitud oscila entre los 593 m al sureste y los 270 m a orillas del río Algás. El pueblo se alza a 511 m sobre el nivel del mar, cerca del poblado ibérico de San Antonio (588 m).
| Noroeste: Mazaleón | Norte: Maella (Zaragoza) | Noreste: Caseras (Tarragona) |
| Oeste: Mazaleón    |                          | Este: Arens de Lledó         |
| Suroeste: Cretas   | Sur: Cretas              | Sureste: Arens de Lledó      |

### Clima
La temporada calurosa dura 2,9 meses, del 13 de junio al 9 de septiembre, y la temperatura máxima promedio diaria es más de 27 °C. El mes más cálido del año en Calaceite es julio, con una temperatura máxima promedio de 30 °C y mínima de 17 °C. La temporada fresca dura 3,8 meses, del 14 de noviembre al 8 de marzo, y la temperatura máxima promedio diaria es menos de 15 °C. El mes más frío del año en Calaceite es enero, con una temperatura mínima promedio de 1 °C y máxima de 11 °C. 
En cuanto a las precipitaciones anuales superan de media los 300 mm. 

## Toponimia
Se cree que el topónimo Calaceite procede del término árabe قاعة زيد, qaala'a zayd (castillo de Zayd), y se formó en el entorno de una fortaleza que da nombre a la parte alta del pueblo.
La existencia en Aragón de diversos topónimos que incluyen el nombre propio Zayd (Beceite, Calaceite, Zaidín, Binaced, Vinaceite, etc.), así como el distrito -iqlim- de Zaydún al sur de la Marca Superior, sugiere la presencia de la minoría chií zaydí en los distritos al este de Saraqusta.

## Símbolos
Escudo

Diseño utilizado por el Ayuntamiento

El escudo heráldico municipal posee la siguiente descripción:

Escudo con campo de plata y un perrillo pasante hacia la izquierda en su color natural.

## Historia

### Prehistoria

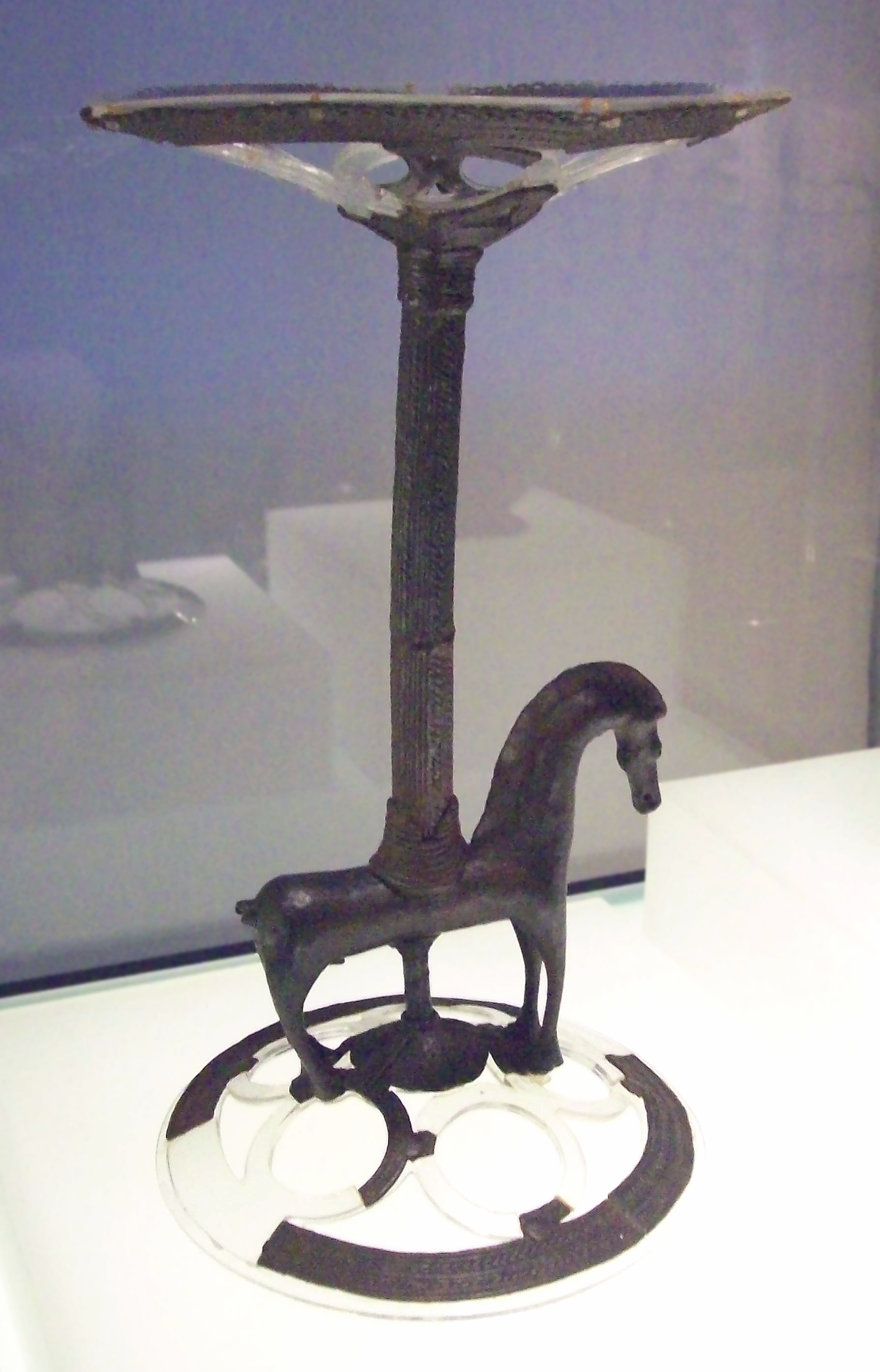
Timiaterio de Calaceite, hallado en 1903 en la necrópolis de Les Ferreres

El término municipal de Calaceite es especialmente rico en yacimientos arqueológicos. Ello se debe en gran parte a los trabajos del arqueólogo calaceitano Juan Cabré, que descubrió entre otras las pinturas rupestres de Roca de los Moros, en el barranco del Calapatá de Cretas. Esto atrajo la atención de otros investigadores, como Pere Bosch i Gimpera o Henri Breuil, que dieron lugar al descubrimiento de las pinturas de Vallrovira o el sepulcro colectivo del neolítico en Cañaret de Pallisetes en 1919.

### Edad del Bronce y periodo íbero

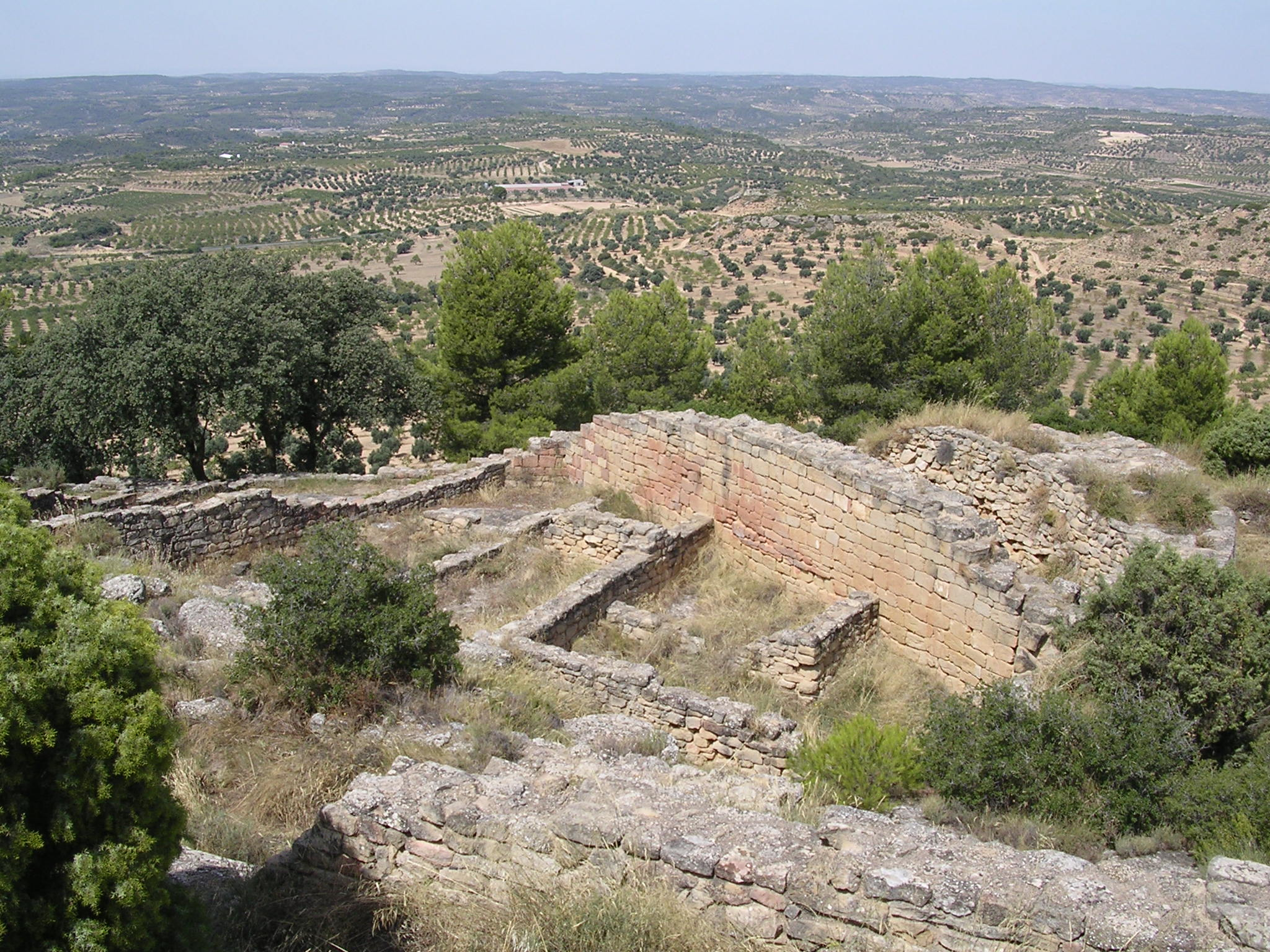
Poblado ibérico de San Antonio

De la época de la Edad del Bronce se ha encontrado diverso instrumental especializado, a veces decorado con motivos simbólicos. Pero los restos más abundantes son del período ibérico. El yacimiento más importante es el poblado ibérico de San Antonio, a 1 km al sur de la villa, excavado por Juan Cabré, y más tarde por Pedro Bosch Gimpera, entre los años 1903 y 1919, que localizó los poblados que denominó Les Ombries, Els Castellans y la Torre Cremada. Buena parte de los materiales que se han encontrado están en el Museo Arqueológico de Barcelona. El poblado estuvo habitado desde el siglo V a. C. hasta el siglo III a. C. En la necrópolis del llano de Les Ferreres se encontró en 1903 un famoso timiaterio ibérico de bronce de gran valor, conservado en el Museo Arqueológico de Madrid.

### Época islámica
Por lo que hace referencia a los restos de época de dominación islámica, solo se han encontrado escasos restos en las partidas del Molino Nuevo y del Molino Viejo, en los azudes que dan la entrada de agua de las acequias que riegan las huertas.

### Edad Media
En 1132 Alfonso I de Aragón conquistó Calaceite a los árabes, los cuales volvieron a recuperarla hasta que la volvió a conquistar Ramón Berenguer IV en el 1149 con la ayda de Bernat de Cambrils, que rápidamente actuó como primer señor del lugar. Aunque parece ser que la conquista definitiva la realizó Alfonso II el casto entre 1168 y 1169. Heredaron los derechos señoriales de Bernat de Cambrils su hijo y su yerno Rollan de Cambrils y Dalmau Cañelles. El 1209 los señores de Cambrils retornaron sus derechos señoriales sobre Calaceite al rey Pedro II el católico, el cual los otorgó al obispo de Tortosa (Corona de Aragón).
En el 1271 la orden de Calatrava adquirió el dominio sobre Calaceite. La orden, con la finalidad de atraer nuevos pobladores a la villa, otorgó una interesante carta de población en la que se concedían una serie de derechos y privilegios y se constituía la base del futuro gobierno municipal.

### Edad Moderna
En el año 1442 Calaceite pasó a manos del capítulo y obispo de Tortosa hasta el 1823.
A mediados del siglo XVII, época de guerras, enfermedades y calamidades como la peste de 1625, sequía y mortalidad de entre 1646 y 1649, la villa al inicio de la sublevación de Cataluña (1640), fue hostil, como Tortosa, a las tropas francocatalanas, las cuales saquearon e incendiaron la villa, incluso robaron el reloj de la torre del antiguo templo, produciéndose una reducción de la población. A pesar de esta época de guerra y calamidades, a partir del fin de siglo se inició una reanimación y una época de transformaciones. El comercio del aceite era próspero y los arrieros llevaron los productos hasta lugares lejanos. Las ferias de Santa Lucía adquirieron gran importancia y acudía gente de toda la comarca y también de las vecinas. Fue también una época de importantes construcciones, como la actual iglesia y las capillas de la Madre de Dios del Pilar y de San Antonio.
Esta época de prosperidad se cortó a principios del siglo XVIII con la guerra de Sucesión. Calaceite se decantó por el bando del archiduque Carlos y las fuerzas de Felipe V prendieron a sangre y fuego la villa, muriendo muchos de sus defensores y arruinando de nuevo la población.

### Edad Contemporánea
El siglo XVIII fue económicamente positivo y, en el inicio del siglo XIX, la guerra de la Independencia española no tuvo una incidencia importante en Calaceite, exceptuando las fuertes contribuciones que tuvieron que pagar a los franceses y a las tropas del país. En 1823 Calaceite se liberó del dominio del capítulo de Tortosa y se convirtió en cabeza de un partido judicial, capitalidad que perdió pronto en favor de Valderrobres.
Calaceite vivió con especial intensidad las guerras carlistas, igual que toda la comarca, ya que se produjeron hechos de armas destacados.
La guerra civil de 1936 a 1939 también fue vivida con intensidad por la población, ya que fue la primera población en que las milicias del Frente Popular venidas desde Barcelona encontraron resistencia armada organizada en su avance. La entrada de las tropas republicanas en el pueblo, después de un intenso tiroteo, el 25 de julio de 1936 provocó varias decenas de muertos, la mayoría fusilados así como el incendio de los edificios religiosos y del ayuntamiento. Seguidamente el sindicato libertario de la CNT instauró un régimen de colectivizaciones y persecuciones por motivos religiosos o ideológicas que perduró hasta la entrada de las tropas franquistas en la primavera de 1938. Este último hecho significó el asesinato de republicanos y el exilio de muchas familias, principalmente hacia Francia.
La precaria economía de la posguerra y varias heladas que arruinaron la cosecha de aceitunas, principal fuente de ingresos de los habitantes de Calaceite, precipitaron la emigración de mucha gente hacia las ciudades industriales, Barcelona y su área metropolitana en la mayoría de los casos, en busca de trabajo. Este hecho provocó el inicio de una descenso importante de la población de Calaceite, la cual aún continua por falta de ofertas de trabajo para la juventud, que se va a estudiar fuera de la comarca y ya no encuentra posibilidades de volver.

## Demografía
Calaceite cuenta con una población de 960 habitantes (INE 2024).
| Gráfica de evolución demográfica de Calaceite entre 1842 y 2021                                                     |
| |
| Población de derecho según los censos de población del INE Población de hecho según los censos de población del INE |

## Economía
La agricultura es la principal actividad económica. Los cultivos de secano son los que predominan, con el olivo como cultivo principal, seguido del almendro y, en menor medida, la viña. A partir de las décadas de 1970 y 1980 se produce un aumento de la ganadería y, fundamentalmente, de las granjas porcinas, a pesar de la presencia de las granjas de aves y conejos. Algunos pastores mantienen aún rebaños de ovejas y cabras.
La pequeña actividad industrial se reduce básicamente a las industrias derivadas de la agricultura, además de la cooperativa agrícola, funcionan algunas empresas de transformación de la oliva: una fábrica de aceite y un par de sazonadoras. Además en Calaceite se encuentra un taller de marroquinería y una imprenta gráfica y también varios empresarios dedicados a la construcción.

## Administración y política

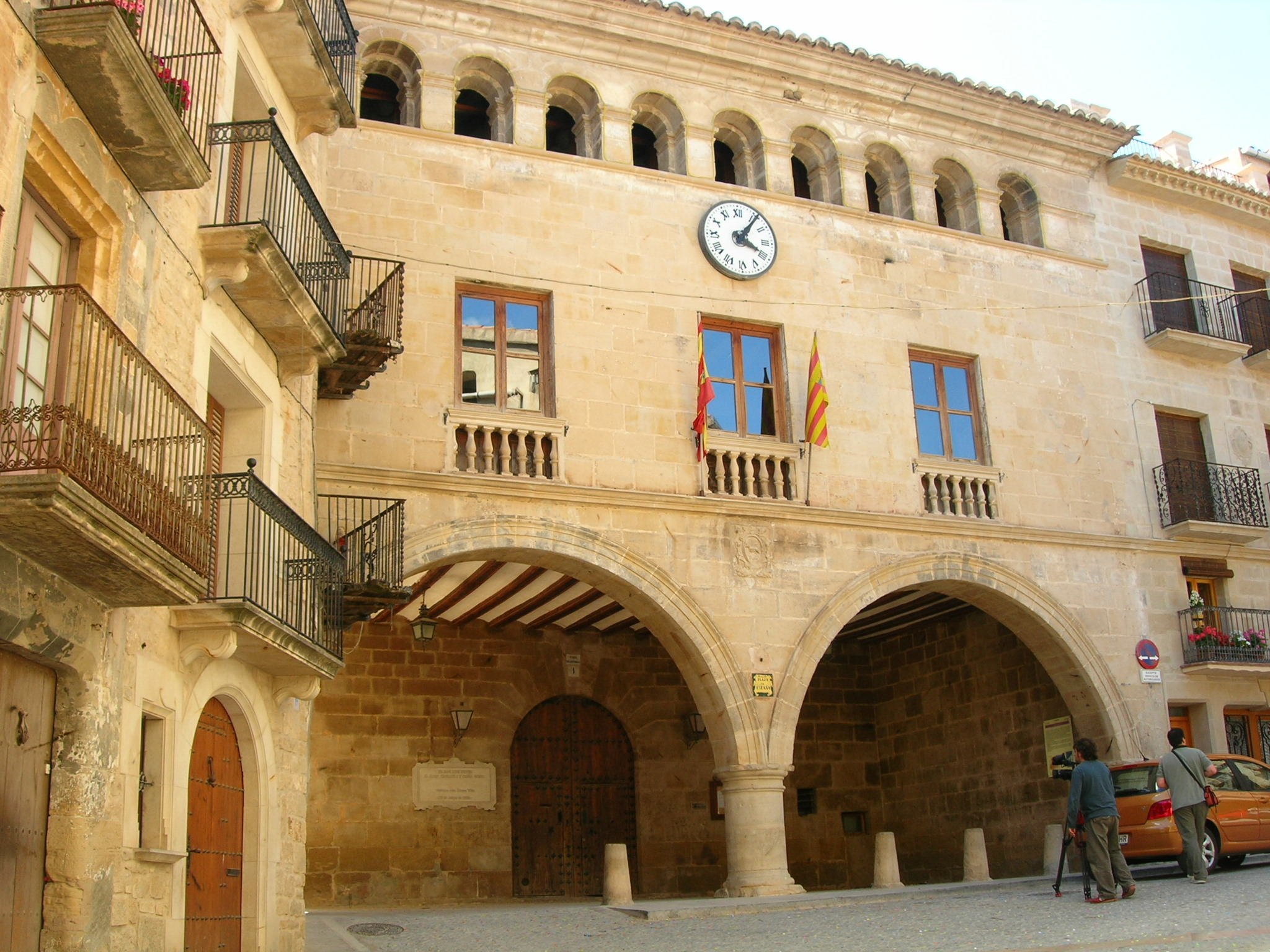
Casa consistorial

| Período   | Alcalde                    | Partido |  |
| --------- | -------------------------- | ------- |  |
| 1979-1983 | Avelino Claramunt Portoles | Ind.    |  |
| 1983-1987 | Avelino Claramunt Portoles | PP      |  |
| 1987-1991 | Avelino Claramunt Portoles | PP      |  |
| 1991-1995 | Fernando de Latorre Jasa   | PP      |  |
| 1995-1999 | Fernando de Latorre Jasa   | PP      |  |
| 1999-2003 | Juan Miguel Casasús Mata   | PP      |  |
| 2003-2007 | Juan Miguel Casasús Mata   | PP      |  |
| 2007-2011 | Rosa María Doménech Vidal  | PSOE    |  |
| 2011-2015 | José María Salsench Mestre | PP      |  |
| 2015-2019 | José María Salsench Mestre | PP      |  |
| 2019-2023 | Carlota Nuñez Monclús      | PP      |  |
| 2023-2027 | Juan Miguel Monclús        | TE      |  |

| Partido político    | Partido político                                   | 1979   | 1983   | 1987   | 1991   | 1995   | 1999   | 2003   | 2007   | 2011   | 2015   | 2019   | 2023   |
| Partido político    | Partido político                                   | Ediles | Ediles | Ediles | Ediles | Ediles | Ediles | Ediles | Ediles | Ediles | Ediles | Ediles | Ediles |
|                     | Teruel Existe (TE)                                 | —      | —      | —      | —      | —      | —      | —      | —      | —      | —      | —      | 3      |
|                     | Partido Popular de Aragón (PP)                     | —      | 5      | 4      | 5      | 5      | 3      | 5      | 1      | 4      | 5      | 5      | 2      |
|                     | Partido de los Socialistas de Aragón (PSOE-Aragón) | —      | 4      | 3      | 4      | 3      | 3      | 3      | 4      | 4      | 4      | 4      | 2      |
|                     | Entesa per Calaceit Acord Municipal (ERC)          | —      | —      | —      | —      | —      | —      | —      | 1      | 1      | —      | —      | —      |
|                     | Partido Aragonés (PAR)                             | —      | —      | —      | —      | 1      | 3      | 1      | 3      | —      | —      | —      | —      |
|                     | Centro Democrático y Social (CDS)                  | —      | —      | 1      | 0      | —      | —      | —      | —      | —      | —      | —      | —      |
|                     | Independents per Calaceit (IpC)                    | —      | —      | 1      | —      | —      | —      | —      | —      | —      | —      | —      | —      |
|                     | Independientes                                     | 9      | —      | —      | —      | —      | —      | —      | —      | —      | —      | —      | —      |
| Total de concejales | Total de concejales                                | 9      | 9      | 9      | 9      | 9      | 9      | 9      | 9      | 9      | 9      | 9      | 7      |

## Patrimonio
El patrimonio de Calaceite puede clasificarse en dos grandes grupos: patrimonio arquitectónico y patrimonio arqueológico.

### Patrimonio arquitectónico

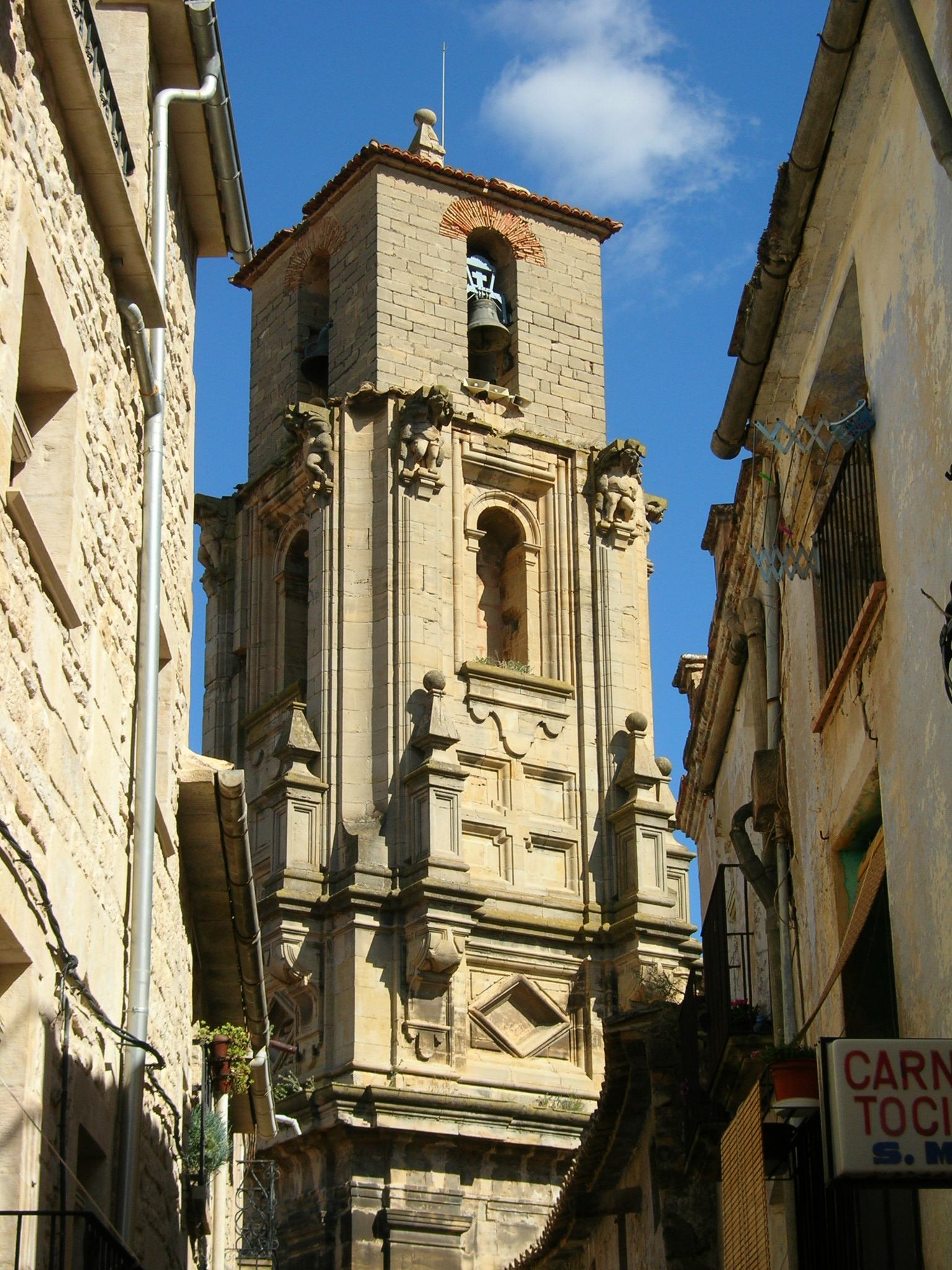
Campanario de la iglesia de la Asunción

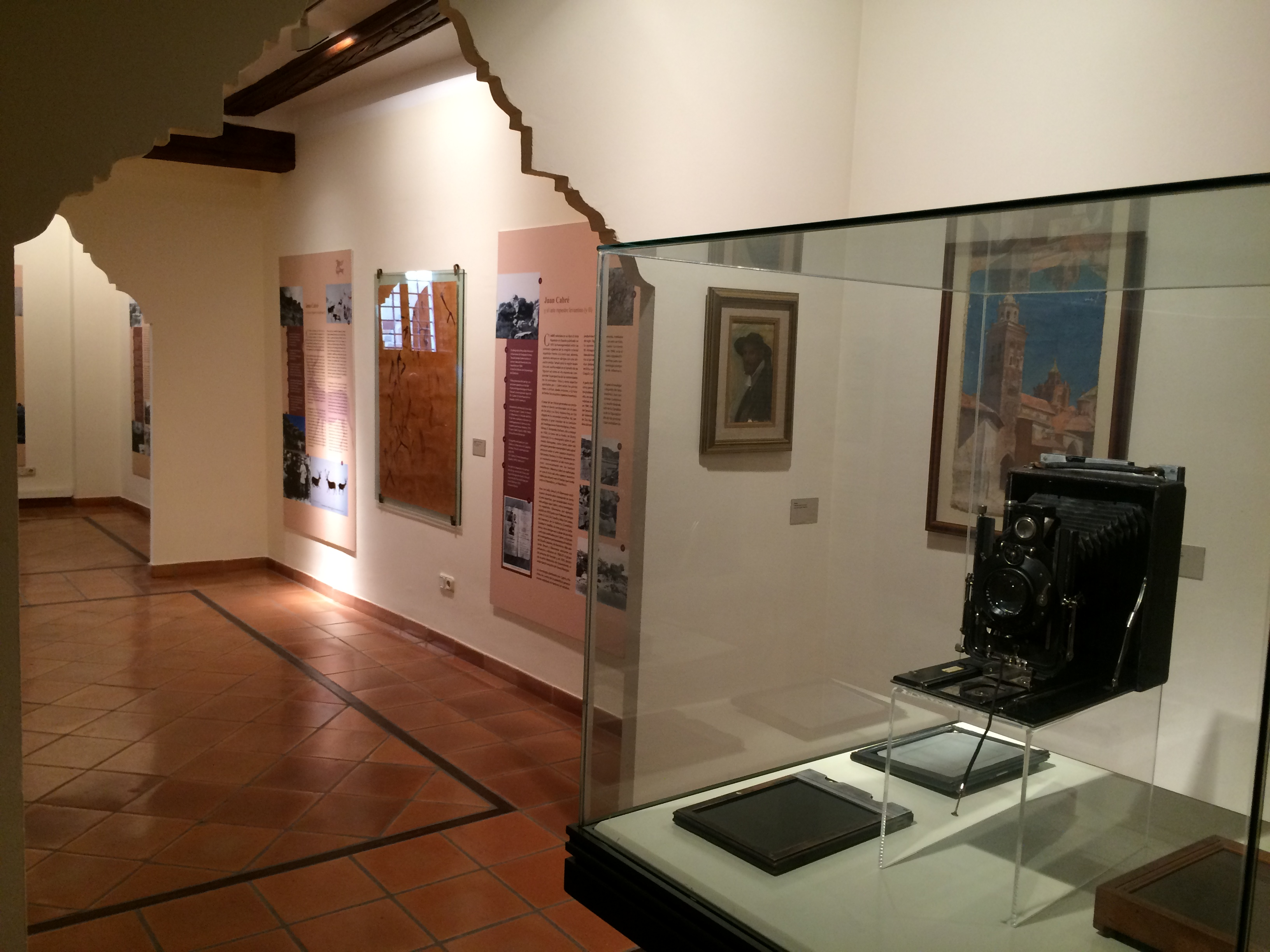
Museo Juan Cabré

Desde el punto de vista arquitectónico se puede destacar los siguientes monumentos:
- El edificio del Ayuntamiento. Obra datada en 1609 en cuya planta baja se sitúa la lonja y la antigua cárcel, mientras que en la planta noble está el Salón de Plenos con un interesante crucifijo de madera del Santo Cristo; cabe destacar en la segunda planta la típica galería con arquillos de medio punto.[16]
- La plaza de España o el sitjar de los silos, se trata del lugar de reunión de los habitantes de la población. Antiguamente bajo los porches se hacían asambleas, se ajusticiaba a los presos y se realizaba el mercado.[16]
- La Bassa o balsa, que recogía el agua de la lluvia para el abastecimiento de la población, ganado y caballerías, así como de las tejerías cercanas. También se utilizaba para la cría de peces que se vendían a beneficio de la Cofradía de la Sangre.[16]
- Casco urbano, entre cuyas calles destacan: calle Maella, calle Mayor, Casa del Justicia, plaza de los Artistas, Casa taller Teresa Jassà. Moí de la Vila, Casa Natal de Juan Cabré y réplicas de rincones de pueblos españoles en Barcelona como sucede con la casa Moix y la casa Jassà.[16]
- Font de Vila, originaria del siglo XII o XIV, se trata de una fuente o pozo de estilo gótico.[16]
- Iglesia parroquial de la Asunción. Obra de estilo barroco datada en el año 1695 y construida sobre el solar de la primitiva iglesia gótica de dimensiones más reducidas. De planta de salón con tres naves a las que corresponden las tres puertas de la fachada decoradas con clavos de forja.[16] Estuvo dedicada a Santa María del Pla, aunque actualmente lo está a la Asunción de Nuestra Señora.[18]
- Torre de Calaceite, visiblemente reconocible aunque actualmente sea una vivienda, fue parte de la muralla. Es de planta cuadrada de sillería.[18]
- Portales-capillas. Sobre los antiguos portales de la muralla de Calaceite, se construyeron capillas como la capilla barroca de San Antonio datada del siglo XVII. El portal-capilla de la Virgen del Pilar era la antigua puerta formaba parte de la muralla que en el siglo XVIII. Su singularidad es que se sitúa sobre terreno inclinado y en ella confluyen 8 calles. También hay portales que siguen siendo tales el llamado de Orta que se eleva sobre una gran escalinata, y que se localiza cerca del portal capilla de San Antonio.[16]
- Capilla de San Roque. Obra renacentista del año 1613 construida sobre una pendiente junto al antiguo hospital, muy cerca del Portal de la Font, donde estaba la taula de la Carrasca o aduana que Calaceite poseía como pueblo fronterizo que limitaba con Cataluña. Como el edificio quedaba en la parte de extramuros, se edificó con ventanas en forma de aspillera.[16]
- El Museo Juan Cabré, ubicado dentro del casco histórico de Calaceite, localidad en la cual nació el arqueólogo y pintor Juan Cabré.[18]
- Ermitas, como las de San Cristóbal y del Calvario o la ermita de Santa Ana.[16]

### Patrimonio arqueológico
Por su parte, también cabe destacar la riqueza arqueológica de la zona, en la que se presentan como ejemplos más importantes:
- Poblado ibérico de San Antonio. Con dos fases de desarrollo: una, inicial, correspondiente a los siglos V y IV a. C., situada en la parte más elevada del cerro, y otra posterior, fechada en el siglo III a. C., que amplió el primer núcleo de ocupación construyendo nuevas alineaciones de viviendas dispuestas en terrazas adaptadas al terreno y rodeándolas de una muralla, torreones y otras estructuras defensivas. El momento de apogeo del poblado se sitúa en el siglo III a. C.[17] Se iniciaron las excavaciones en 1902 y en 1931 fue declarado Bien de Interés Cultural. El poblado está situado en el extremo meridional de la sierra de San Cristóbal.[17]
- Poblado Ibérico "Tossal Redó". Que incluye dos poblados muy cercanos. Uno, denominado tradicionalmente como “poblado pequeño de Tossal Redó”, pendiente de recuperación, mal conservado y mal conocido; y el “poblado grande” que es el que recientemente recuperado y puesto en valor. Este poblado grande de Tossal Redó se sitúa en una colina de poca elevación presenta un urbanismo de modelo de calle central, presentando un ensanchamiento hacia el fondo. A ambos lados de esta calle se disponen medio centenar de casas de planta cuadrangular con sus puertas de acceso hacia dicha calle. En torno al poblado se conservan restos de dos pequeños recintos amurallados.[17][18] El poblado de Tossal Redó fue totalmente excavado en las primeras décadas del siglo XX, en intervenciones bajo la dirección de Juan Cabré y por el padre Furgús, aunque más tarde el yacimiento fue excavado por Pere Bosch Gimpera y Josep Colominas en los años 1914 y 1917.[17]
- Poblado Ibérico "Els Castellans". Excavado en su práctica totalidad por P. Bosch Gimpera entre 1910-12. Se trata de un asentamiento con disposición urbanística de calle central con casas de planta rectangular adosadas a sus lados. En el norte, esta calle central acaba en unas escaleras que permiten el acceso a un gran bastión que protege por ese lado el asentamiento.[17][18] La ocupación del cerro en el que se asienta el Castellans puede situarse entre la segunda mitad del siglo VI y la segunda mitad del siglo II a. C.[17]
- Otros asentamientos ibéricos son les Umbries y les Ferreres.[17]

## Cultura

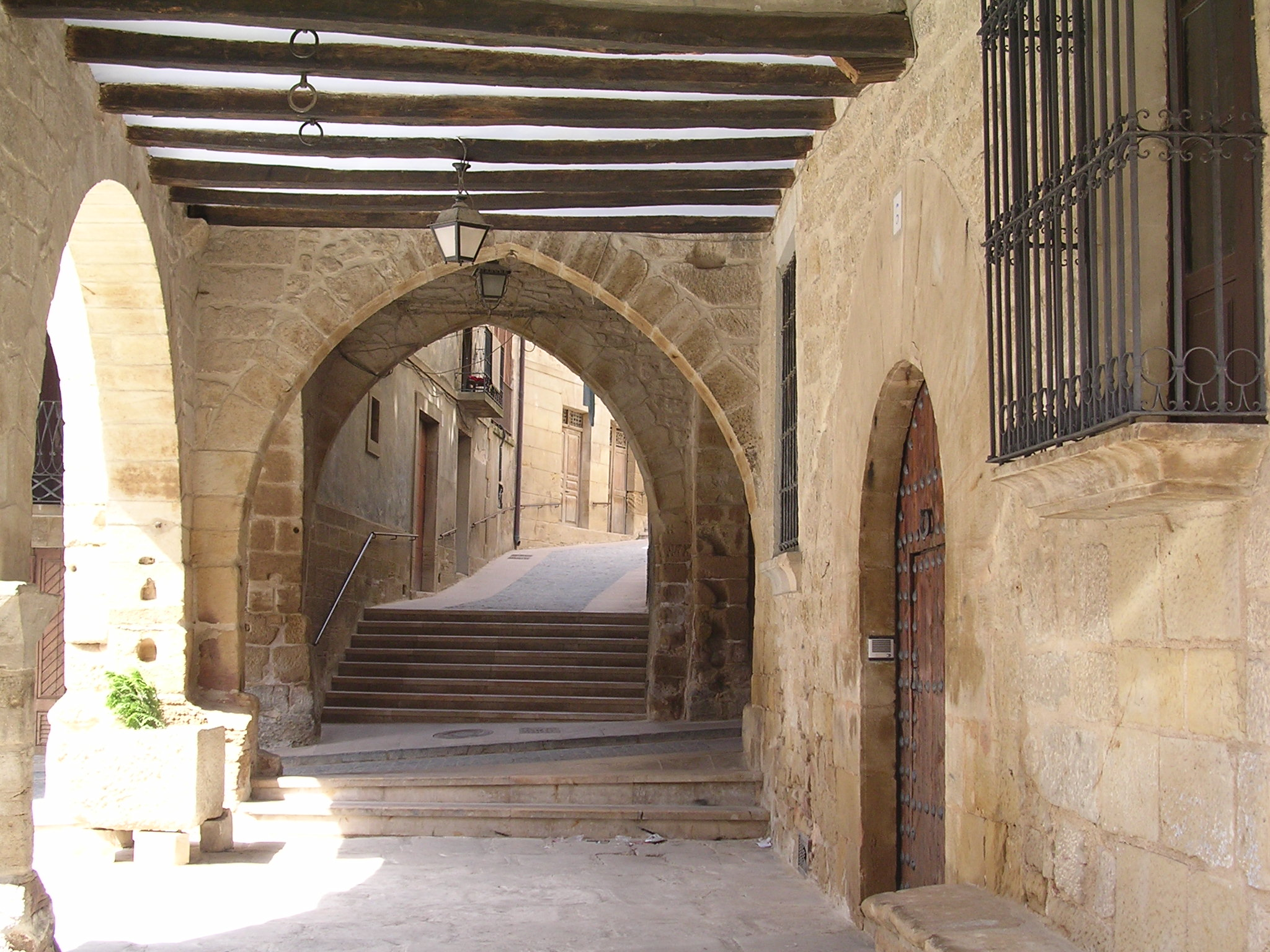
Soportales de la plaza de España

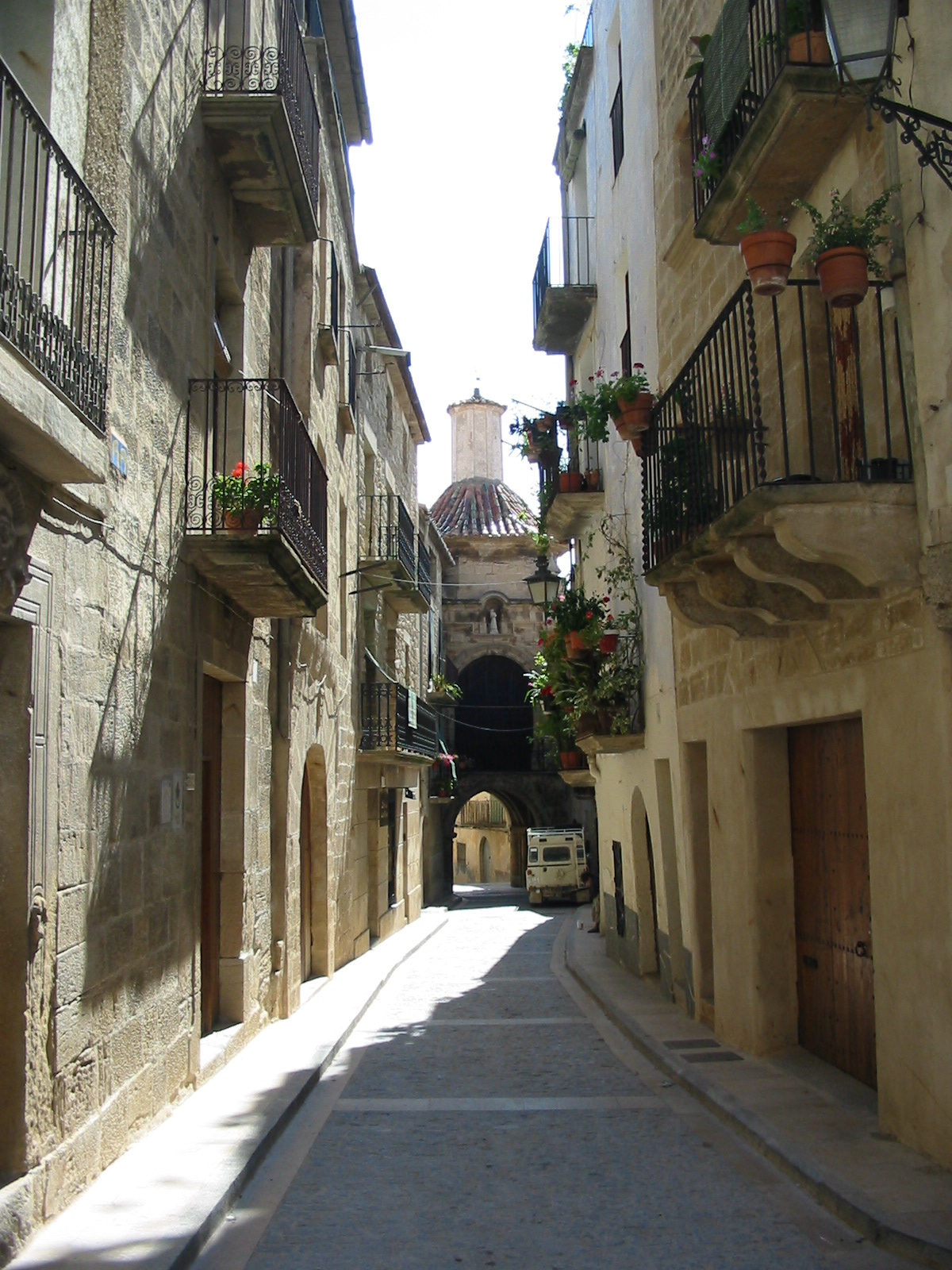
Calles interiores y capilla de San Antonio de Padua

Hay varias asociaciones, entidades y museos que llevan a cabo actividades culturales y recreativas en Calaceite. Entre ellas destacan:
- El Museo Juan Cabré. Situado en una antigua casa rehabilitada, acoge la colección arqueológica, pictórica y fotográfica privada del arqueólogo calaceitano Juan Cabré y realiza exposiciones temporales de pintura de artistas relacionados de una manera u otra con Calaceite.
- La escuela municipal de música. Desde donde se enseña[música a los jóvenes del pueblo y organizadores de varias actividades que tienen la música como motivo principal.
- El Club Ciclista.
- La Asociación de mujeres. Asociación centrada en actividades culturales que se desarrollan en Calaceite. Entre otras:
  - Conferencias
  - Fiesta de Carnaval
  - Día del Libro
  - Día de la mujer trabajadora.
- La Fundación Noesis. Existente desde 1983. Fue fundada por el escritor franco-australiano Didier Coste con el fin de promover la literatura y el arte. Durante doce años la actividad de la fundación fue intensa, sobre todo durante el verano, con becas residenciales a unos ochenta artistas, conferencias, coloquios, exposiciones y publicación de libros, pero la actividad de la fundación finalizó en 1997, debido al cambio de las condiciones económicas.
- Biblioteca municipal.

Varios escritores han vivido en Calaceite, como el escritor chileno José Donoso y su esposa, María del Pilar Serrano entre 1971 y 1975. El también chileno Mauricio Wacquez y Francesc García-Cardona entre 1986 y 2000; ambos fallecieron en el hospital de Alcañiz. Didier Coste se estableció en 1970 y poseyó durante treinta años la casa que fue su residencia principal en 1971 y 1979 y entre 1981 y 1993. El poeta, traductor y catedrático Ángel Crespo pasó largas temporadas en Calaceite al igual que el periodista italiano Giorgio della Roca. El escritor argentino Alberto Cousté y el traductólogo australiano Anthony Pym también vivieron en Calaceite.

## Fiestas
- Fiesta de San Antonio. Celebrada el 17 de enero. El acto principal de la cual es encender una gran hoguera para los quintos y quintas del año.
- Fiesta de Santa Águeda. Celebrada el fin de semana anterior a la festividad de Santa Águeda, 5 de febrero. Fiesta de las mujeres.
- Carnaval. Desde hace unos años, Calaceite ha recuperado la fiesta del carnaval con un pasacalles por el pueblo y con baile de disfraces.
- Fiestas de primavera. Su celebración coincide con la segunda Pascua. El sábado tiene lugar la romería a la ermita de Santa Ana, el domingo se realiza la fiesta en honor de San Isidro Labrador, mientras que el lunes de Pascua de Pentecostés o Pascua granada se hace la fiesta de la Santa Espina, con una procesión por las calles más antiguos de la localidad, los cuales son adornados con alfombras florales y pequeños altares realizados por las vecinas.
- Fiesta de San Cristóbal. Celebrada el fin de semana más cercano al 10 de julio. Comienza la noche del viernes con una sardinada popular en la misma ermita donde el sábado se celebra una reunión durante todo el día.
- Fiesta mayor. O fiestas de agosto, celebradas por Asunción de María, 15 de agosto, San Roque el 16 de agosto (fiesta local) y Santos Placito y Reparata el 17. Los actos incluyen entre otras cosas: chupinazo, desfiles de carrozas, toros de fuego, fútbol, vaquillas, bailes y cena comunitaria el último día.
- Ferias. Celebradas hacia el 23 de abril San Jorge.
- Otras romerías menores. Romería a la ermita de San Antonio Abad (en el poblado íbero) el día 1 de mayo.

## Ciudades hermanadas

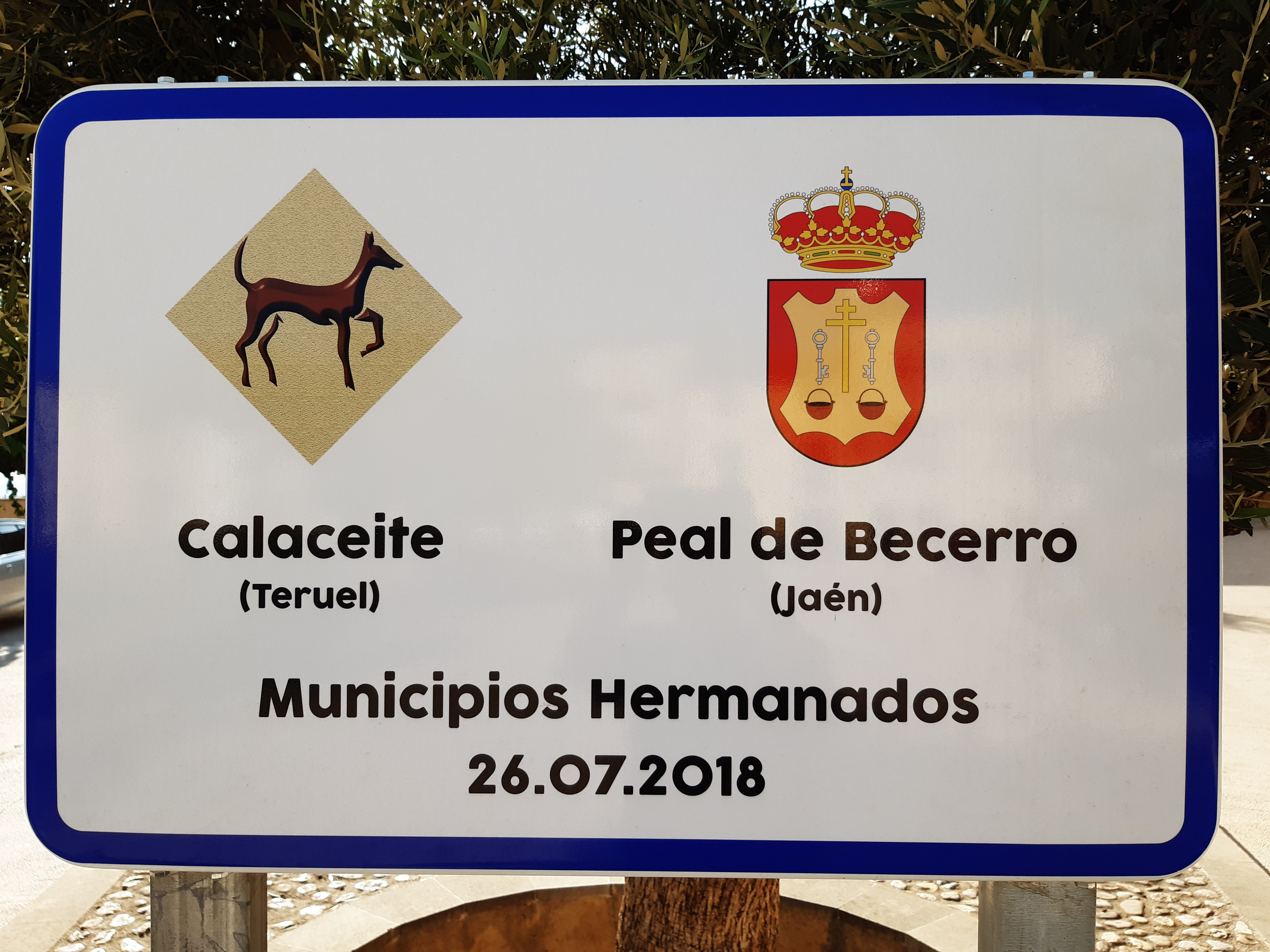
Placa conmemorativa del hermanamiento con el municipio jienense de Peal de Becerro

- Peal de Becerro (España). Hermanadas el 26 de julio de 2018.